# 제39정찰비행단
제39정찰비행단(第39偵察飛行團, 39th Reconnaissance Wing, 구 제39정찰비행전대)는 충청북도 충주시의 중원비행장에 있는 대한민국 공군의 정찰비행단이다.

## 역사
국방개혁 2.0 계획에 따라 2018년 7월부터 추친되어 RF-16과 대한한공에서 개발한 KUS-FS 중고도 무인정찰기(MUAV), RQ-4 글로벌 호크를 사들여 항공감시정찰 전력을 보충하여 2020년 11월 3일에 비행단으로 재편성되었다.

## 기록

### 소속
- 공군공중기동정찰사령부, 2016년 1월 1일

### 계보
- (날짜미상), 제39정찰비행전대
- 2020년 11월 3일, 제39정찰비행단

## 참고
1. ↑  김규철 (2020년 11월 3일). “대한민국을 지키는 가장 높은 눈, 공군 제39정찰비행단 창설”. 프레시안. 2020년 11월 8일에 확인함.